# Slavín (Bratislava)
Đài tưởng niệm Slavín (tiếng Slovakia: Pamätník Slavín) là một đài tưởng niệm tọa lạc trong khu Phố cổ, thành phố Bratislava, Slovakia. Công trình này được xây dựng nhằm tưởng nhớ những người lính Liên Xô đã ngã xuống trong Chiến tranh thế giới thứ hai ở phía tây Slovakia. 6.845 chiến sĩ Hồng quân được chôn cất tại đây, trong sáu khu mộ tập thể và 278 ngôi mộ riêng lẻ.
Năm 1961, theo Nghị quyết của Chủ tịch Hội đồng Quốc gia Slovakia, đài tưởng niệm Slavín được công nhận là di tích văn hóa quốc gia. Ngày 23 tháng 10 năm 1963, đài tưởng niệm này được ghi danh vào Danh sách Di tích Trung ương.

## Lịch sử
Tượng đài được xây dựng trong giai đoạn 1957 - 1960 và được khánh thành nhân dịp kỷ niệm 15 năm ngày quân đội Liên Xô giải phóng thành phố vào ngày 4 tháng 4 năm 1960. Tác giả thiết kế mỹ thuật của tượng đài là nhà điêu khắc kiêm kiến trúc sư người Slovakia Ján Svetlík. Do việc xây dựng đài tưởng niệm Slavín, tháp của nhà thờ Đức Mẹ Tuyết đã bị phá bỏ để không gây cản trở tầm nhìn. Alexander Trizuljak phản đối việc dỡ bỏ tháp nhưng không thành công.
Năm 2005, Tổng thống Nga Vladimir Putin đã đến thăm tượng đài Slavín nhân chuyến thăm Slovakia trong khuôn khổ cuộc gặp với Tổng thống Hoa Kỳ George Bush.
Vào ngày 4 tháng 4 hàng năm, nhân kỷ niệm ngày giải phóng Bratislava, một lễ tưởng nhớ những người lính Xô Viết đã ngã xuống được tổ chức tại đây. Theo truyền thống, Tổng thống Cộng hòa Slovakia cũng tham gia lễ truy điệu này.